# Olympische Sommerspiele 1936/Leichtathletik – 4 × 100 m (Frauen)

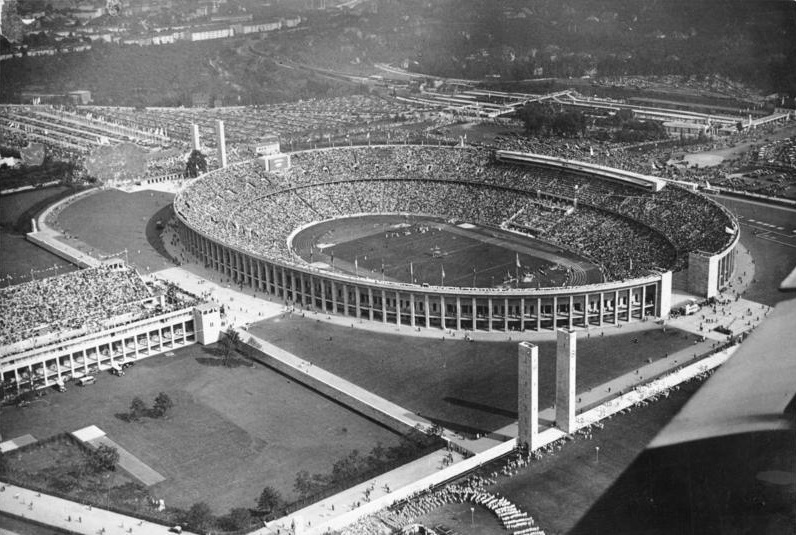
Das Olympiastadion in Berlin

Die 4-mal-100-Meter-Staffel der Frauen bei den Olympischen Spielen 1936 in Berlin wurde am 8. und 9. August 1936 im Olympiastadion Berlin ausgetragen. In acht Staffeln nahmen 32 Athletinnen teil.
Die US-amerikanische Staffel gewann in der Besetzung Harriet Bland, Annette Rogers, Betty Robinson und Helen Stephens die Goldmedaille.
Silber ging an die britische Mannschaft mit Eileen Hiscock, Violet Olney, Audrey Brown und Barbara Burke.
Die kanadische Staffel (Dorothy Brookshaw, Mildred Dolson, Hilda Cameron, Aileen Meagher) gewann die Bronzemedaille.

## Rekorde

### Bestehende Rekorde
| Weltrekord         | 46,5 s | Deutsches Reich (Emmy Albus, Käthe Krauß, Marie Dollinger, Grete Winkels) | Köln. Deutsches Reich      | 21. Juni 1936  |
| Olympischer Rekord | 47,0 s | USA (Mary Carew, Evelyn Furtsch, Annette Rogers, Wilhelmina von Bremen)   | Finale OS Los Angeles. USA | 7. August 1932 |
| Olympischer Rekord | 47,0 s | Kanada (Mildred Fizzell, Lillian Palmer, Mary Frizzell, Hilda Strike)     | Finale OS Los Angeles. USA | 7. August 1932 |

### Rekordverbesserung
Der bestehende Welt- und damit auch Olympiarekord wurde verbessert:
- 46,4 s – Deutsches Reich (Emmy Albus, Käthe Krauß, Marie Dollinger, Ilse Dörffeldt), zweiter Vorlauf am 8. August

## Durchführung des Wettbewerbs
Am 8. August wurden zwei Vorläufe absolviert. Die jeweils besten drei Staffeln – hellblau unterlegt – qualifizierten sich für das Finale am 9. August.

## Vorläufe
8. August 1936, 15:30 Uhr

Wetterbedingungen: bedeckt, 19,4 °C, Windgeschwindigkeiten von ca. 1,9 m/s Seitenwind auf der Gegen- sowie Zielgeraden.

### Vorlauf 1
| Platz | Staffel     | Besetzung                                                            | Zeit   | Anmerkung |
| ----- | ----------- | -------------------------------------------------------------------- | ------ | --------- |
| 1     | USA         | Harriet Bland Annette Rogers Betty Robinson Helen Stephens           | 47,1 s |           |
| 2     | Kanada      | Dorothy Brookshaw Mildred Dolson Hilda Cameron Aileen Meagher        | 48,0 s |           |
| 3     | Niederlande | Kitty ter Braake Fanny Blankers-Koen Alida de Vries Elisabeth Koning | 48,4 s |           |
| 4     | Österreich  | Charlotte Machmer Johanna Vancura Grete Neumann Veronika Kohlbach    | 49,9 s |           |

### Vorlauf 2
| Platz | Staffel            | Besetzung                                                           | Zeit   | Anmerkung |
| ----- | ------------------ | ------------------------------------------------------------------- | ------ | --------- |
| 1     | Deutsches Reich    | Emmy Albus Käthe Krauß Marie Dollinger Ilse Dörffeldt               | 46,4 s | WR        |
| 2     | Großbritannien     | Eileen Hiscock Violet Olney Audrey Brown Barbara Burke              | 47,5 s |           |
| 3     | Königreich Italien | Lidia Bongiovanni Trebisonda Valla Fernanda Bullano Claudia Testoni | 48,6 s |           |
| 4     | Finnland           | Irja Lipasti Ebba From Raili Halttu Rauni Essman                    | 49,5 s |           |

## Finale
9. August 1936, 15:15 Uhr

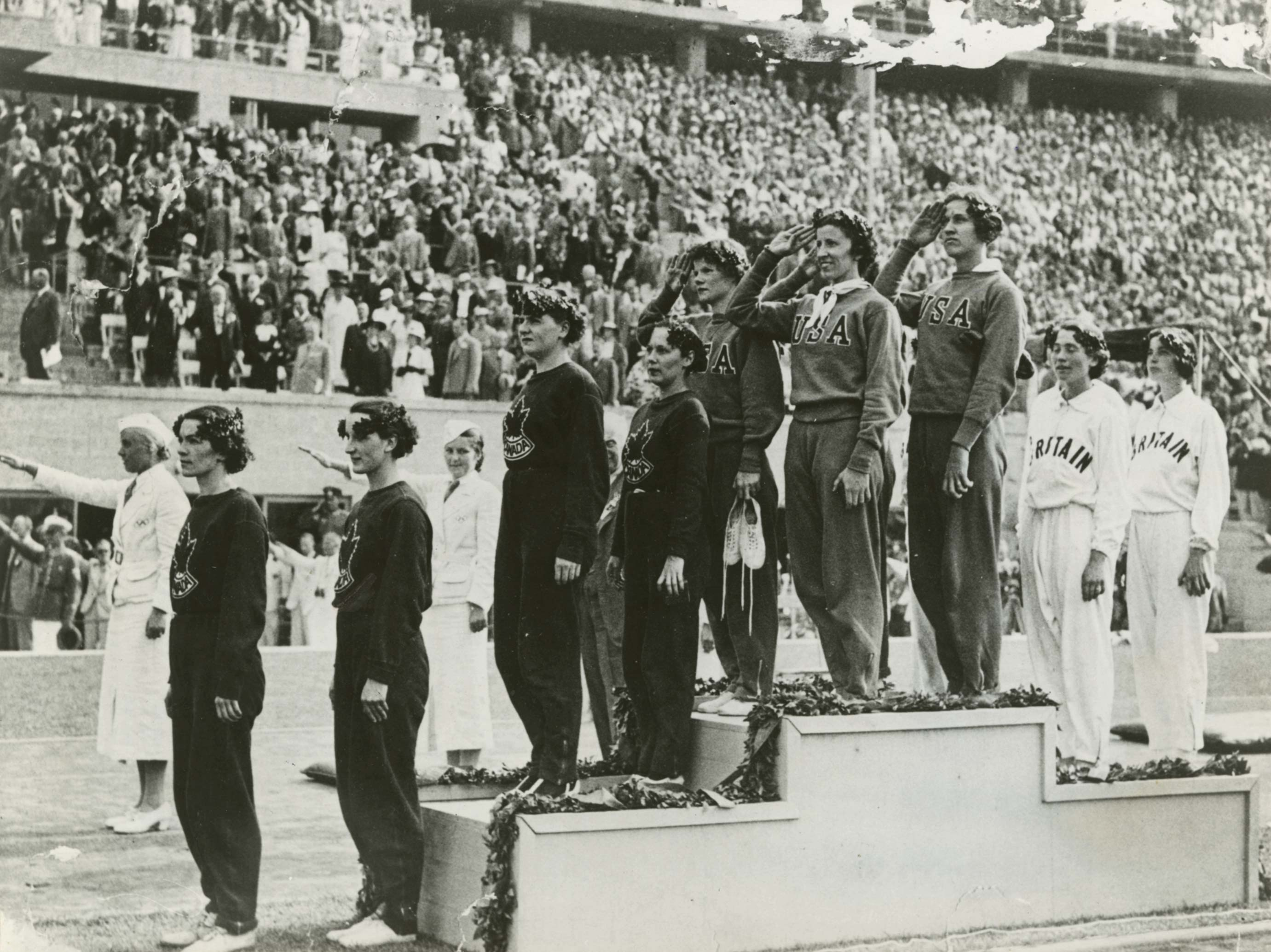
Siegerehrung: links die kanadische Staffel, in der Mitte die US-Staffel, rechts die britische Mannschaft

Wetterbedingungen: sonnig, 22,3 °C, Windgeschwindigkeit von 1,6 m/s Seitenwind auf der Gegen- sowie Zielgeraden
| Platz | Staffel            | Besetzung                                                            | Zeit                                            | Anmerkung                                       |
| ----- | ------------------ | -------------------------------------------------------------------- | ----------------------------------------------- | ----------------------------------------------- |
| 1     | USA                | Harriet Bland Annette Rogers Betty Robinson Helen Stephens           | 46,9 s                                          |                                                 |
| 2     | Großbritannien     | Eileen Hiscock Violet Olney Audrey Brown Barbara Burke               | 47,6 s                                          |                                                 |
| 3     | Kanada             | Dorothy Brookshaw Mildred Dolson Hilda Cameron Aileen Meagher        | 47,8 s                                          |                                                 |
| 4     | Königreich Italien | Lidia Bongiovanni Trebisonda Valla Fernanda Bullano Claudia Testoni  | 48,7 s                                          |                                                 |
| 5     | Niederlande        | Kitty ter Braake Fanny Blankers-Koen Alida de Vries Elisabeth Koning | 48,8 s                                          |                                                 |
| DSQ   | Deutsches Reich    | Emmy Albus Käthe Krauß Marie Dollinger Ilse Dörffeldt                | Stabverlust bei Übergabe an die Schlussläuferin | Stabverlust bei Übergabe an die Schlussläuferin |

Die Zuschauer erlebten in Berlin ein Staffeldrama. Die deutsche Mannschaft lief im Vorlauf mit 46,4 s Weltrekord. So war das Team, das drei Läuferinnen ins 100-Meter-Finale gebracht hatte, favorisiert. Aber auch die US-Amerikanerinnen, die mit zwei 100-Meter-Finalistinnen, darunter Olympiasiegerin Helen Stephens, antraten, wurden hoch gehandelt.
Im Finale führte Deutschland beim letzten Wechsel mit acht Metern Vorsprung vor der US-Stafette. Die Stabübergabe von Marie Dollinger auf Ilse Dörffeldt missglückte, der Stab fiel zu Boden und die deutsche Mannschaft schied aus. Dörffeldt, die nicht beim Einzelrennen über 100 Meter eingesetzt worden war, brach weinend zusammen. So gewannen die US-Amerikanerinnen doch noch Gold vor den Britinnen und Finnland. Deutschlands Weltrekord aus dem Vorlauf blieb dabei unangetastet.

## Videolinks
- 1936, Team Germany, 4x100m relay, Women, Berlin, youtube.com, abgerufen am 19. Juli 2021
- Berlin 1936 - Olympics - Olympia - Stadium - Athletics compilation1 - Leichtathletik1, Bereich 5:15 min bis 5:15 min, youtube.com, abgerufen am 19. Juli 2021
- Berlin 1936 - Olympics - Olympia - Athletics - Leichtathletik - Footage 3, Bereich 14:22 min bis 15:10 min, youtube.com, abgerufen am 19. Juli 2021